# Paul Sterian
Paul Sterian (n. 1 mai 1904 – d. 14 septembrie 1984) a fost sociolog, jurnalist, consilier economic, diplomat, editor de ziare, poet, eseist, scriitor și funcționar public român.

## Biografie

### Anii timpurii, educație
Paul Sterian s-a născut într-o familie educată, în București, părinții săi au fost medicul Eraclie Sterian și soția sa Alexandrina (născută Gulimănescu). Paul Sterian a fost căsătorit prima dată cu artista plastică Margareta Sterian. 
Din 1910 până în 1917, Sterian a urmat școala aplicată a societății pentru educația poporului român, urmată de Liceul Gheorghe Lazăr din 1918 până în 1921.
Din 1921 până în 1924 a studiat la Facultatea de Filosofie și Drept a Universitații București. A obținut o diplomă magna cum laude, cu o teză despre emoții și glandele endocrine, aplicând o teorie a lui Constantin Ion Parhon. Tot la București, a luat un doctorat în drept public, teza sa tratând dreptul de autor.
Din 1926 până în 1929, a studiat la Universitatea din Paris. A doua teză de doctorat a lui Sterian, în drept și economie, susținută la Paris, a avut de-a face cu România și Primul Război Mondial. La Paris, la recomandarea lui Mircea Vulcănescu, Ilarie Voronca și Benjamin Fondane, a lucrat la o firmă de asigurări.

### Sociolog și funcționar public
A fost apreciat de profesorul Dimitrie Gusti, efectuând teste psihotehnice în mediul rural în cadrul echipelor de cercetare ale sociologului și lucrând la filmul din 1929 despre satul Drăguș din județul Brașov. Din 1929 până în 1930, a fost funcționar public la Ministerul Muncii, apoi, din 1931 a condus biroul național de ajutor pentru studenți. În această calitate, a putut să se alăture unui institut afiliat Ligii Națiunilor în 1932.

### Diplomat, New York și redactor de ziar
În 1931, a fost în New York City cu o bursă de la Rockefeller Foundation. În 1932, a fost redactor la ziarele Curentul și Cuvântul; în anul următor, a lucrat în calitate de consilier economic. A fost administrator la 1937 Paris Expo; în 1938, a devenit consilier economic al legației române la Washington, D.C. și șeful legației economice a României din New York City. După ce s-a întors acasă, Sterian a lucrat la ministerele Economiei Naționale (1940–1941), Finanțelor (1942) și Ministerul Afacerilor Externe  (1944).

### După 1944
După lovitura de stat din 1944, a fost exclus din guvern, dar nu a fost acuzat de crime de război; din 1945 până în 1948, până la naționalizarea din România, a condus o fabrică de textile.
În 1948, la instaurarea regimului comunist, a devenit zilier, urmat apoi de un post de contabil, în 1950. În 1951, a început să verifice evidențele de credit la Tecuci. A lucrat succesiv ca contabil la București (1953), Balotești (1954), și la monopolul de stat al fructelor și legumelor, Aprozar (1956). Între anii 1957 și 1963, a fost șef de relații externe al sindicatului compozitorilor, deținând apoi o funcție similară la institutul de geriatrie din 1964 până în 1969.

### Rugul Aprins
La sfârșitul anilor 1950, a fost arestat și trimis la Închisoarea Aiud; este posibil ca acest lucru să se fi datorat nu muncii lui în timpul regimului Ion Antonescu, ci din cauza apartenenței sale la organizația culturală (sau grupul de rugăciune ortodox) Rugul Aprins. Sterian făcuse donații către Mănăstirea Antim și ținuse acolo conferințe în anii 1948-1949. A fost amnistiat la începutul anilor 1960.

## Publicarea operei sale
Opera sa literară interbelică a apărut în Contimporanul, Azi, Floarea de foc, Gândirea, Cuvântul, unu și Viața Românească.

## Viață particulară
În urma amnistierii de la începutul anilor 1960, fiind reabilitat, publică sporadic cronici, eseuri, comentarii, articole în Steaua, Viața românească, Luceafărul și altele. A fost prieten cu Mircea Vulcănescu încă din epoca primilor ani de facultate, dar și cu Mircea Eliade, Mihail Sebastian și Petru Comarnescu, căsătorit o vreme cu pictorița Margareta Sterian, ulterior cu actrița Sanda (Alexandrina) Dorobanțu, căreia îi dedică volumul de versuri Arta iubirii, inedit, aflat în arhiva SCȘ AdSumus.